# Witold Hołubowicz
Witold Piotr Hołubowicz (ur. 8 sierpnia 1958) – polski inżynier, doktor habilitowany nauk technicznych, specjalizuje się w telekomunikacji i teleinformatyce (m.in. w systemach łączności radiowej i telefonii komórkowej), nauczyciel akademicki Uniwersytetu Technologiczno-Przyrodniczego w Bydgoszczy oraz Uniwersytetu im. Adama Mickiewicza w Poznaniu. 

## Życiorys
Ukończył studia na Wydziale Elektrycznym Politechniki Poznańskiej. W latach 1987–1989 wykładał na uczelni technicznej w Nowym Jorku. Habilitował się na macierzystym wydziale w 1993 na podstawie oceny dorobku naukowego i pracy zatytułowanej Pewne aspekty optymalnego doboru sygnałów CPM bez kodowania lub z kodowaniem splotowym. Zagraniczne staże naukowe odbywał w Szwajcarii, Francji i Japonii.
W latach 1992–1996 był profesorem Francusko-Polskiej Wyższej Szkoły Nowych Technik Informatyczno-Telekomunikacyjnych (EFP) w Poznaniu. Od 1996 pracuje jako profesor na Wydziale Telekomunikacji, Informatyki i Elektrotechniki Politechniki Bydgoskiej. Od 2003 pracuje także na Wydziale Fizyki UAM jako profesor i kierownik w Zakładzie Informatyki Stosowanej (prowadzi zajęcia m.in. z podstaw przedsiębiorczości). 
Współautor opracowań: GSM cyfrowy system telefonii komórkowej (wraz z P. Płóciennikiem, wyd. 1995, ISBN 83-902650-8-7), Systemy łączności bezprzewodowej (wraz z P. Płóciennikiem i A. Różańskim, wyd. 1997, ISBN 83-904729-3-7), Cyfrowe systemy telefonii komórkowej GSM 900, GSM 1800, UMTS (wraz z P. Płóciennikiem, wyd. 1998, ISBN 83-909880-0-3) Systemy radiowe z rozpraszaniem widma, CDMA. Teoria, standardy, aplikacje (wraz z M. Szwabe, wyd. 1998, ISBN 83-909880-1-1) oraz książki GSM - ależ to proste! (wraz z M. Szwabe, wyd. 1999, ISBN 83-909880-4-6). Swoje artykuły publikował m.in. w „Przeglądzie Telekomunikacyjnym i Wiadomościach Telekomunikacyjnych”.
Był przewodniczącym komitetu programowego Krajowej Konfederacji Radiofuzji i Radiokomunikacji (1996–2000). Od 1997 do 2017 był prezesem zarządu poznańskiej spółki ITTI. Jest także prezesem Stowarzyszenia CMG Poland - Niezależnego Forum Użytkowników IT.